# 강릉 굴산사지 당간지주
강릉 굴산사지 당간지주(江陵 崛山寺址 幢竿支柱)는 대한민국 강원특별자치도 강릉시에 있는 남북국 시대 신라의 당간이다. 1963년 1월 21일 대한민국의 보물 제86호로 지정되었다.

## 특징
신라 문성왕(文聖王) 9년(847) 범일국사(梵日國師)가 창건한 굴산사의 옛터에 있는 우리나라에서 가장 규모가 큰 당간지주이다. 굴산사는 범일국사가 당나라 유학시 왼쪽 귀가 떨어진 승려가 고향에 자신의 집을 지어달라는 청으로 지은 사찰이라고 한다.
절에 행사가 있을 때 절 입구에 당(幢)이라는 깃발을 달아두는데, 깃발을 달아두는 장대를 당간(幢竿)이라 하며, 이 당간을 양쪽에서 지탱해 주는 두 돌기둥을 당간지주라 한다. 사찰 앞에 세워지며 신성한 영역을 표시하는 역할을 하기도 했다.
두 지주의 4면은 아무런 조각이 없으며, 밑면에는 돌을 다룰 때 생긴 거친 자리가 그대로 남아 있다. 깃대를 고정시켰던 구멍은 상·하 두 군데에 있고, 정상은 끝이 뾰족한 형상이며, 남쪽 지주의 끝부분은 약간 파손되었다. 전반적으로 소박하나 규모가 거대하여 웅장한 조형미를 보인다.

## 사진

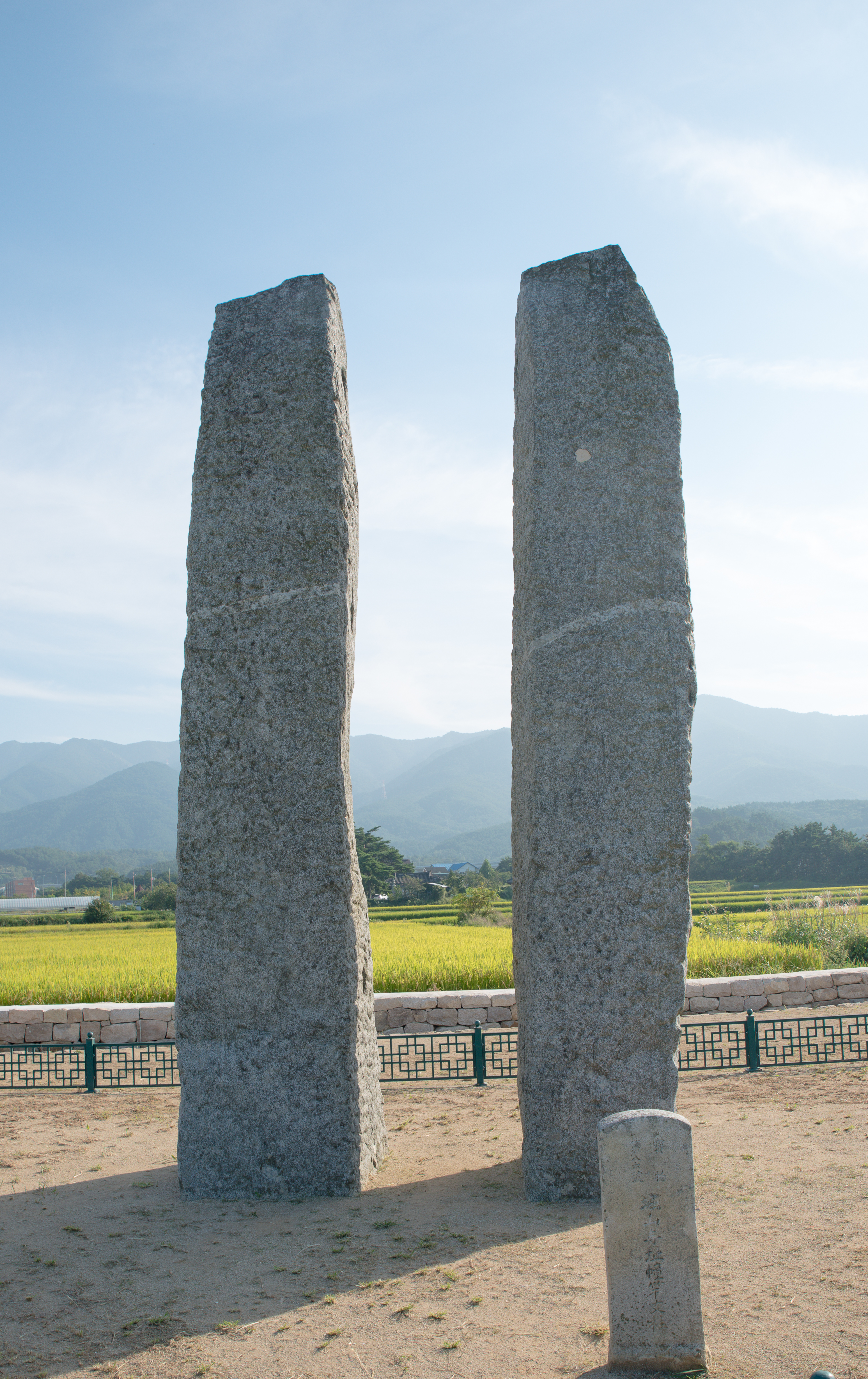
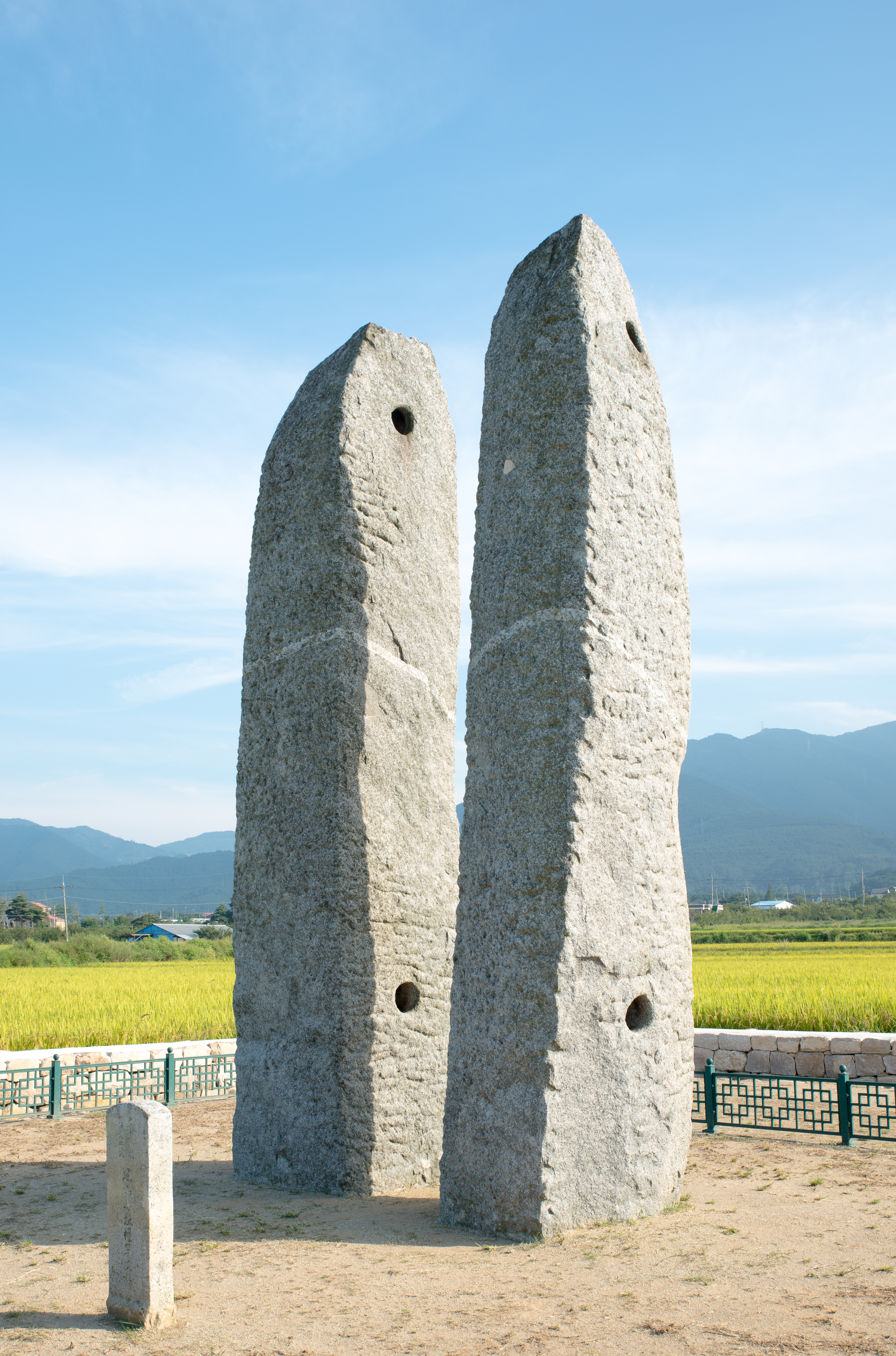
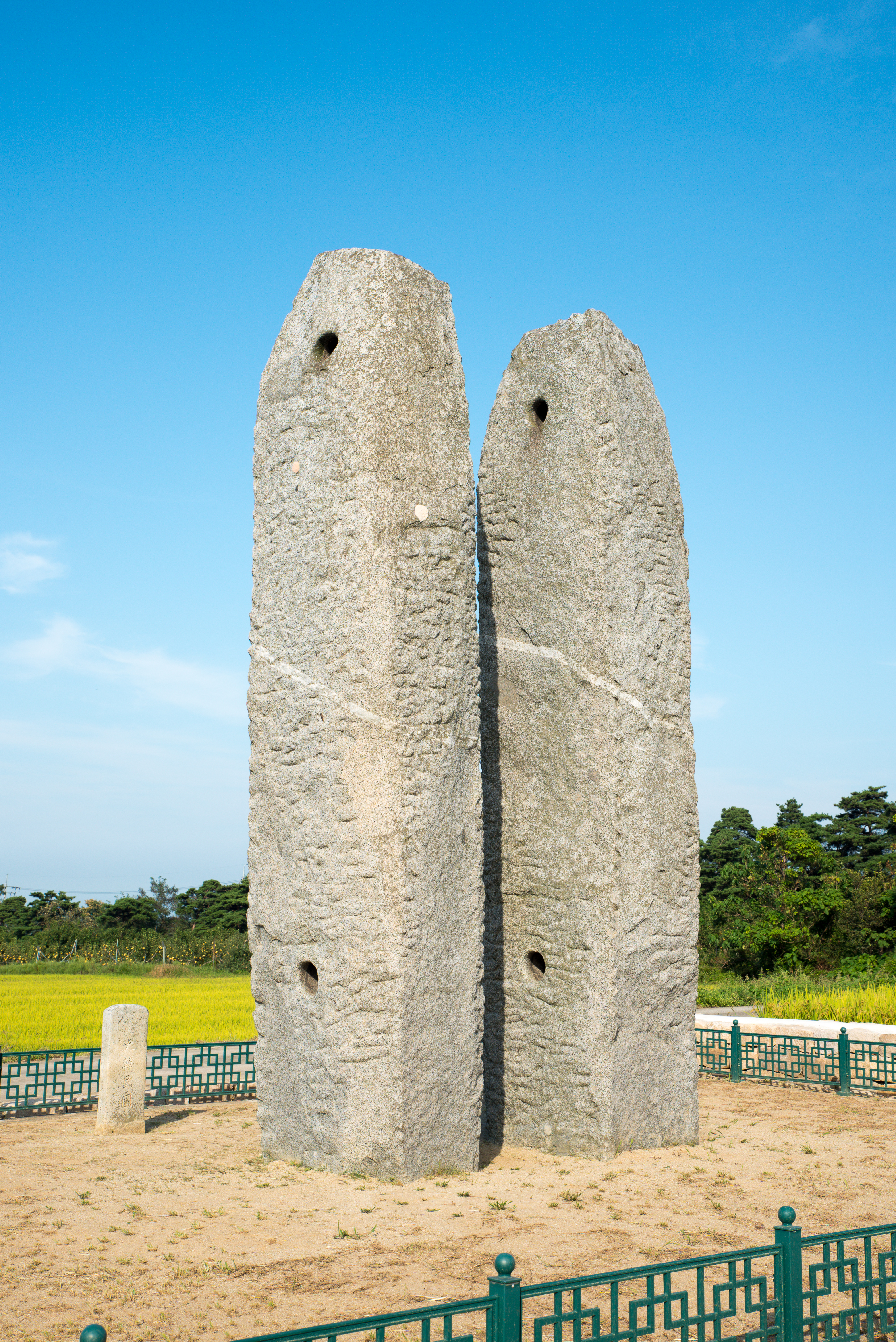

## 같이 보기
- 강릉 굴산사지 - 사적 제448호

## 참고 자료
- 강릉 굴산사지 당간지주 - 국가유산청 국가유산포털
- 한국저작권위원회 공유마당에 있는 사진[깨진 링크(과거 내용 찾기)]